# Општина Калиновик
Општина Калиновик је општина у Републици Српској, БиХ. Сједиште ове општине се налази у улици Карађорђева 19, у градском насељу Калиновик. Према квалификацијама Владе Републике Српске, општина Калиновик је сврстана у изразито неразвијена подручја. Према резултатима пописа становништва из 2013. године, у општини је пописано 2.029 лица.

## Насељена мјеста
Подручје Општине Калиновик чине насељена мјеста:
Бак, Божановићи, Бојићи, Бољановићи, Борија, Брда (дио),  Буквица, Варизи, Варош, Виховићи, Влахоље, Врховина, Вујиновићи, Голубићи, Градина, Граисељићи, Дагањ, Добро Поље, Драгомилићи (дио), Дубрава, Зеломићи (дио), Јабланићи, Јажићи, Језеро, Јелашца, Калиновик, Клиња, Ковачићи, Колаковићи, Крбљине, Крушчица, Кута, Кутине, Луко (дио), Љусићи (дио), Мекоча, Мојковићи, Мјеховина, Мосоровићи, Мушићи, Недавић, Околишта, Обаљ, Обрња, Осија, Плачикус, Плочник, Поље (дио), Поповићи, Порија, Пресједовац, Превић, Рајац (дио), Растовац, Руђице, Села, Сијерча, Сочани, Стране, Седомине, Сусјечно (дио), Тмуше, Томишља, Трешњевица, Трновица, Тухобић, Улог, Унуковићи, Хотовље (дио), Хрељићи, Церова, Чакли, Честаљево (дио), Шивољи.
Дијелови насељених места Брда, Драгомилићи, Зеломићи, Луко, Љусићи, Поље, Рајац, Сусјечно, Хотовље и Честаљево подијељени су између општине Калиновик у Републици Српској и општина Коњиц и Фоча-Устиколина у Федерацији Босне и Херцеговине.
Насељена мјеста Љута и Гапићи у потпуности су припали Херцеговачко-неретванском кантону, односно Граду Коњицу у Федерацији БиХ.

## Становништво
На територији општине Калиновик данас живи око 2.000 становника, од чега већину чини сеоско становништво. Према подацима општине Калиновик, само 15% (310) од укупног броја становника је стално запослено. Становништво ове општине чине углавном Срби.

### Двадесети вијек
По последњем службеном попису становништва из 1991. године, општина Калиновик је имала 4.667 становника, распоређених у 73 насељена места.
Општина Калиновик има површину од 681,11 км². Тренутно има 2.029 становника (попис из 2013. године), односно око 3 становника по квадратном километру. Становништво се у потрази за запослењем исељавало, најчешће у Сарајево.
|                      | 2013.          | 1991.           | 1981.           | 1971.           | 1961.           |
| Укупно               | 2 029 (100,0%) | 4 667 (100,0%)  | 6 597 (100,0%)  | 9 458 (100,0%)  | 7 319 (100,0%)  |
| Срби                 | 1 947 (95,96%) | 2 826 (60,55%)  | 3 691 (55,95%)  | 5 536 (58,53%)  | 4 750 (64,90%)  |
| Бошњаци              | 57 (2,809%)    | 1 716 (36,77%)1 | 2 681 (40,64%)1 | 3 796 (40,14%)1 | 2 384 (32,57%)1 |
| Хрвати               | 8 (0,394%)     | 17 (0,364%)     | 29 (0,440%)     | 44 (0,465%)     | 67 (0,915%)     |
| Црногорци            | 6 (0,296%)     | –               | 35 (0,531%)     | 41 (0,433%)     | 13 (0,178%)     |
| Босанци              | 4 (0,197%)     | –               | –               | –               | –               |
| Остали               | 3 (0,148%)     | 62 (1,328%)     | 12 (0,182%)     | 21 (0,222%)     | 14 (0,191%)     |
| Југословени          | 2 (0,099%)     | 46 (0,986%)     | 148 (2,243%)    | 20 (0,211%)     | 88 (1,202%)     |
| Босанци и Херцеговци | 1 (0,049%)     | –               | –               | –               | –               |
| Неизјашњени          | 1 (0,049%)     | –               | –               | –               | –               |
| Мађари               | –              | –               | 1 (0,015%)      | –               | 1 (0,014%)      |
| Македонци            | –              | –               | –               | –               | 2 (0,027%)      |

1. 1 На пописима од 1971. до 1991. Бошњаци су пописивани углавном као Муслимани.

Проценти за 1991. годину односе се на територију пријератне општине Калиновик која је припала РС. Мањи дијелови који су припали ФБиХ су сада у саставу општина Коњиц и Фоча-Устиколина.

## Политичко уређење

### Општинска администрација
Начелник општине представља и заступа општину и врши извршну функцију у Калиновику. Избор начелника се врши у складу са изборним Законом Републике Српске и изборним Законом БиХ. Општинску администрацију, поред начелника, чини и скупштина општине. Институционални центар општине Калиновик је насеље Калиновик, гдје су смјештени сви општински органи.
Начелник општине Калиновик је Радомир Сладоје испред Савеза независних социјалдемократа, који је на ту функцију ступио након локалних избора у Босни и Херцеговини 2020. године. Састав скупштине Општине Калиновик је приказан у табели.

## Крсна слава Општине Калиновик
Крсна слава општине Калиновик је Петровдан. Поводом крсне славе општине Калиновик традиционално се одржавају „Петровданске свечаности“. У оквиру „Петровданских свечаности“ одржавају се турнири у фудбалу, кошарци, одбојци и атлетици.

## Географија
Општина Калиновик је окружена општинама Фоча, Фоча-Устиколина, Трново, Гацко, Невесиње и Коњиц. У окружењу Општине Калиновик су планине Трескавица, Лелија, Височица, Зеленгора и Црвањ. Терен је углавном кршевит са пуно вртача и пећина и без пуно вода.

### Воде
Највећа ријека која пролази кроз општину је ријека Неретва, која извире на планини Зеленгори. Већина потока у општини припада сливу Неретве, односно сливу Јадранског мора.Кроз сјеверни дио општине протиче ријека Бистрица која се улива у ријеку Дрину, те припада сливу Црног мора. Црвањско језеро је највеће језеро у Општини Калиновик, а налази се недалеко од Улога. Највећи број језера су ледничка језера, која се углавном налазе на Зеленгори. У изградњи је ХЕ „Улог“ која би требала да напуни кањон ријеке Неретве водом и тако створи вјештачко језеро.

### Загорје
Подручје општине Калиновик окружено планинама се назива Загорје, а становници се називају Загорани.

## Историја
Загорје се, као средњовјековна жупа, први пут помиње око 1323. године у повељи бана Стефана II Котроманића, којом он дарује неке крајеве кнезу Вукославу.

### Римљани
На подручју данашње  Општине Калиновик налазе се многобројни  историјски споменици који свједоче о животу и култури разних цивилизација које су се смјењивале на овом простору. Иако је недовољно  истражена историја овог подручја, има материјалних налазишта  која датирају из праисторијског доба о постојању народа који се сматрају старосједиоци Балкана. Из тог периода нађена су утврђења и насеља на локалитетима: Калиновик, Боженова глава, Јасен, Врховина, Хотовље, Kутине, Добро Поље, Кориљево, Градац, Јелашца, Шивољи, Јажићи, Влахоље и Гвозно.
Свједочанство о  доласку Римљана на ове просторе налазимо у остацима путне мреже  која је повезивала босанска трговачка  и рударска мјеста са Хумом, Дубровником  и приморјем. Трасе римских путева видљиве су у селима Јажићи, Мосоровићи и Буквица. Ови путеви били су осигурани војним логорима, а других доказа о развијеној привреди нема. Претпоставља се да је малобројно становништво живјело од гајења стоке.

### Средњи вијек
У средњем вијеку подручје бива значајније насељено, а главна занимања су трговина и сточарство.
1180.године, као центар Жупе Загорје, први пут се помиње средњевјековно насеље Кучево. Да је у Калиновику, али и у његовој околини, постојао буран средњовјековни живот потврђују велики број стећака (до данас 
је пронађено и евидентирано 1793 ).Загорје се  у средњем вијеку распростирало од Доброг Поља до горњег тока ријеке Неретве, до старе Жупе Вишеве са градом Велентином.Ова Жупа је припадала Босни, што потврђује постојање царинарнице војводе Сандаља Хранића Косаче из 1406. године.

### Турска власт
Падом Херцеговине  под турску власт, нахија Загорје припада Херцеговини. 1469. г. мијењају се етничке прилике, настају велика миграциона кретања: долазе спахије и кметови из других подручја ( Ченгићи - Мала Азија...), а на силу се одводи домаће становништво у друге крајеве, а дио становништва прима ислам. Настаје тежак живот за православно становништво. Намети у виду пореза, кулука, бесправност и несигурност подстицало је становништво на отпор у виду сталне хајдучије. Тако је било све до 1875. године када је незадовољство кулминирало у виду општенародног устанка познатог као Невесињска пушка. Устанички покрет захватио је и ове просторе, становништво се ослобађа турске власти, али то не траје дуго јер је већ 1878. године дошло до окупације од стране Аустро-Угарске.

### Аустро-угарска власт
Период Аустро-Угарске  владавине је права противмјера турској владавини. Иако заначајно боља и уређенија власт и она је изазивала незадовољство код  православног и муслиманског становништва. Војни закон донесен 1881. године био  је повод за устанак у јануару 1882. године. Устанак је почео у  Улогу а устаничке вође су били и  прваци српског и муслиманског становништва: Перо Тунгуз, Стојан Ковачевић, Салко Форта и Омер Шачић. Устанак се проширио и на сусједна подручја: Невесиње, Гацко, Коњиц, Фочу и Трново. Без програма и веће подршке брзо је угушен али је дуго тињао. Архаично и бунтовно становништво Аустро-Угарска власт је држала под контролом присуством знатног  броја жандармерије и војске и честим маневрима . За те намјене изграђене су војне касарне и путна мрежа која их је повезивала. Путна мрежа изграђена у том периоду и данас је основ саобраћајне инфраструктуре општине. У том периоду Калиновик постаје значајније насеље и административни центар подручја.

### Први свјетски рат
Период Првог свјетског рата одразио се највише у погледу  мобилисања војноспособних мушкараца  у војску Аустро-угарске монархије, а један значајан дио као добровољци борио се на страни српске војске.

### Међуратни период
Период између два свјетска рата Калиновик је обиљежио са успостављањем јаког војничког гарнизона. Привреда није развијена, а главне дјелатности су гајење стоке и експлоатација шуме.

### Други свјетски рат
У Другом свјетском рату слиједе поновна разарања, пљачке, паљевине, покољи,масивна страдања. На подручју су присутне разне формације  четничких, партизанских и усташких јединица као италијанских и њемачких. На овим просторима посебно су јак одраз имале IV и V офанзива које су се одвијале и дијелом на територији Општине Калиновик.

## Привреда
У Општини Калиновик највише је заступљена прерада дрвета због великих природних шумских богатстава.
- Шумско газдинство ШГ „Зеленгора“, Калиновик
- Д. о. о. „Марвел MHE", производња и продаја електричне енергије (локалитет Доњи Борач-Улог)
- АД Дрвна индустрија, Калиновик, производња, прерада и продаја грађе
- Д. о. о. „Блонди“, прерада, продаја и превоз грађе
- Д. о. о. „ОРИОН ЛГ“, сјеча и извоз дрвних сортимената на шумске лагере и превоз трупаца до крајњих корисника
- Д. о. о. „Ортачка“, сјеча и извоз дрвних сортимената
- Д. о. о. „Нишић Пром“, сјеча и извоз шуме, превоз трупаца и огревног дрвета
- Д. о. о. „ЕФТ ХЕ-Улог“, производња, дистрибуција и продаја електричне енергије (локалитет Улог)
- Д. о. о. "5А Бистрица ХЕ“, производња и продаја електричне енергије (локалитет Добро поље)

## Култура
- Књижевни сусрет „Калиновачки поетски вијенац“
- КУД „Загорје“
- Петровданске свечаности
- Црква на Обљу, саграђена 1869. године.
- Црква Светих апостола Петра и Павла у Калиновику, саграђена 1888. године.
- Српски православни храм у Улогу, саграђена 1907. године.
- Православни храм Светог Јована у Јажићима

## Образовање
- Гимназија „Калиновик“
- Основна школа „Љутица Богдан“
- Народна библиотека „Јован Дучић“

На подручју Општине Калиновик је прије Одбрамбено-отаџбинског рата функционисало много више основних школа, које су полако затваране због масовног исељавања становништва из ових крајева.

## Спорт
- Спортски савез Калиновик
- Ловачко удружење „Загорје“
- Спортско риболовачко друштво „Улог“
- Планинарско спортско друштво „Лелија“

## Удружења
- Удружење младих Калина
- Завичајно удружење Калиновчана „Часлав“
- Општинска организација Црвеног крста
- Омладинско удружење „Пријатељи“ Калиновик

## Познате личности
- Петар Ашкраба Загорски, српски пјесник.
- Ристо Ђого, српски новинар.
- Ратко Младић, генерал и начелник Главног штаба Војске Републике Српске (1992—1995) и један од српских вођа током распада Југославије.
- Рајко Петров Ного, српски пјесник, есејиста и књижевни критичар.
- Ђорђо Сладоје, српски књижевник.